# Probabilisme
Le probabilisme est une doctrine de théologie morale spécifiquement catholique qui s'est particulièrement développée au cours du XVIe siècle et au début du XVIIe.
Cette théologie morale estime que « si une opinion est probable, il est permis de la suivre, quand bien même est plus probable l’opinion opposée » selon la formulation de Bartolomé de Medina en 1577. Cette doctrine généralement défendue par les Jésuites s'opposait dans les débats théologiques (souvent acrimonieux) au probabiliorisme qui maintenait que moralement il fallait opter pour l'« opinion la plus probable ». 
Cette doctrine de théologie morale cherche alors à définir quelle action entreprendre quand il existe un doute sur la meilleure action à entreprendre. Plusieurs courants apparaissent allant du courant dit laxiste (n'importe quelle idée, si elle est jugée bonne peut être suivie) au rigorisme (il faut toujours choisir l'idée ou l'opinion la moins risquée d'un point de vue moral).
Parmi les différents courants du probabilisme citons l'équiprobabilisme professé au XVIIIe siècle par saint Alphonse de Liguori, Docteur de l'Église, selon lequel l'opinion la moins prudente d'un point de vue moral ne peut être suivie que si elle est au moins aussi probable que l'opinion la plus prudente. Saint Jean Bosco, dans ses souvenirs autobiographiques, dit que Liguori était probabiliste.
Ces différents courants théologiques gagnent en importance au cours du XVIe siècle puis du XVIIe à tel point qu'il a pu être dit qu'avant 1638 tous les théologiens faisaient partie du courant probabiliste. Cette théologie morale du probabilisme a été très critiquée à partir du milieu du XVIIe siècle comme introduisant le relativisme moral en particulier par les jansénistes et par Blaise Pascal dans Les Provinciales.

### Articles liés
- Morale
- Jésuites
- Probabilisme gnoséologique
- Histoire du christianisme